# Port gwiaździsty w Zatoce Puckiej

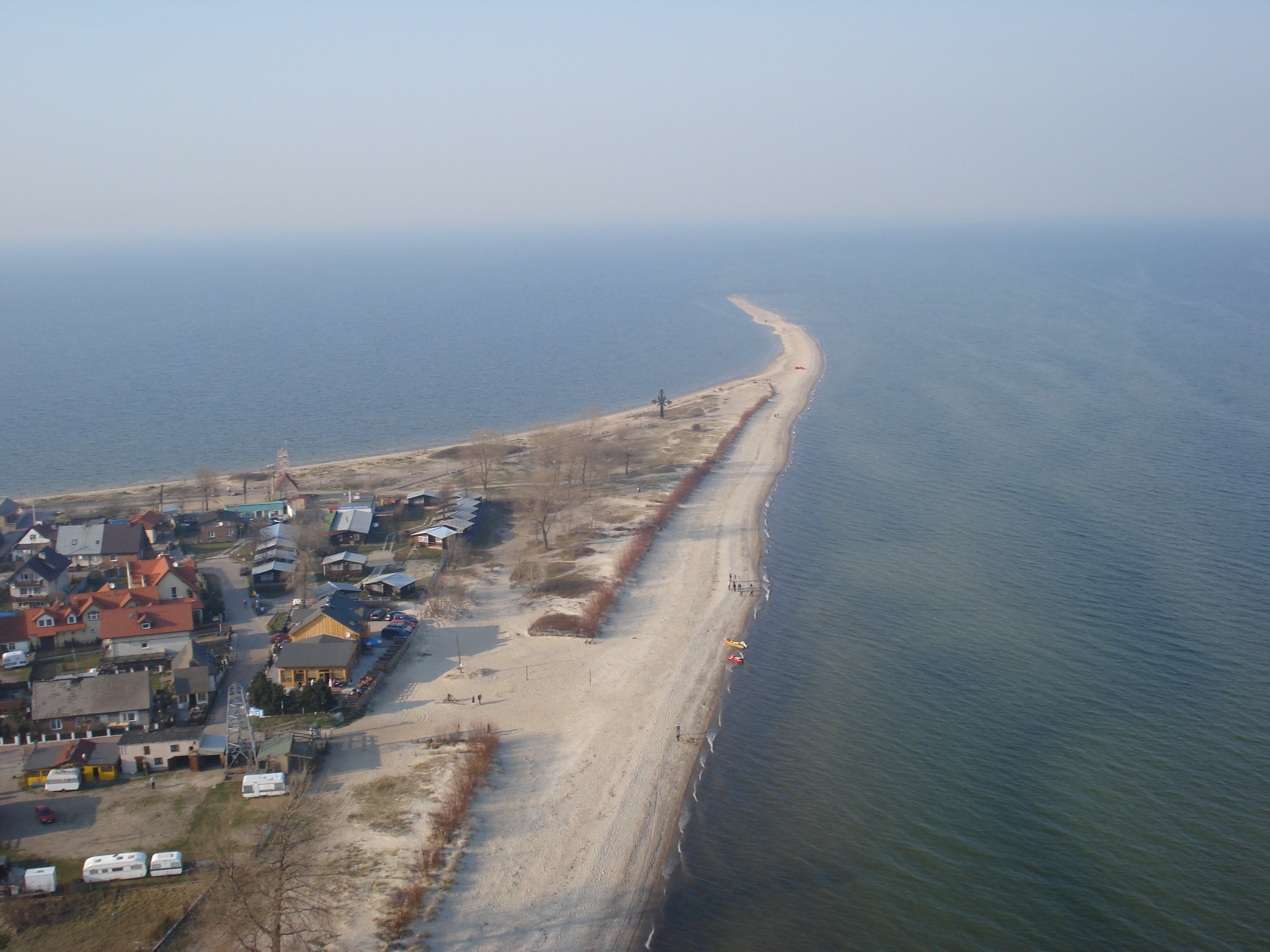
Port powstać miał na przedłużeniu Rewy Mew

Port gwiaździsty w Zatoce Puckiej – niezrealizowany polski projekt portu morskiego z lat 70. XX wieku, który planowano zbudować na wodach Zatoki Puckiej. Miał być największym na Bałtyku głębokowodnym portem morskim.

## Projekt
Port powstać miał na linii Rewy Mew, około 2,5 mili morskiej od brzegu Zatoki Puckiej. Planowano usypanie tam sztucznej wyspy o kształcie sześcioramiennej gwiazdy połączonej z lądem groblą lub estakadą. Każde z sześciu ramion wyspy miałoby około 450 metrów długości – 225 metrów szerokości u podstawy i 25 metrów szerokości u szczytu. Umieszczono by na nich dwanaście samodzielnych nabrzeży, o wyspecjalizowanych funkcjach (np. rozładunek węgla, rud, paliw płynnych, zbóż i innych). 20-hektarowa powierzchnia w centrum wyspy przeznaczona byłaby na cele składowe i magazynowe. Mieściłaby też urządzenia przeładunkowe. Grobla łącząca wyspę z lądem miałaby około 4,5 km długości, mieszcząc linię kolejową, autostradę i rurociągi. Przedłużeniem autostrady byłaby autostradowa obwodnica Trójmiasta w kierunku południowym.
Przewidywano, że roczne obroty portu gwiaździstego mogłyby osiągnąć 100 milionów ton towarów. Koszty obliczano na poziomie budowy Portu Północnego, a naturalnym falochronem byłby Półwysep Helski. Rewę Mew planowano wykorzystać jako naturalną tamę, a po jej podwyższeniu osuszyć tereny Zatoki Puckiej zlokalizowane na północny zachód od niej, uzyskując żyzny polder i zwiększając obszar Polski (około 100 km²). Na polderze planowano również wydobycie soli potasowych.